# Engenharia do processo de vendas
A engenharia do processo de vendas é a engenharia dos melhores processos de vendas. O objetivo é projetar melhores maneiras de vender, tornando os esforços, dos vendedores, mais produtivos. Foi descrito como "a aplicação sistemática de princípios científicos e matemáticos para atingir os objetivos práticos de um determinado processo de vendas". Paul Selden apontou que, nesse contexto, as vendas se referiam à saída de um processo envolvendo uma variedade de funções em uma organização, e não apenas de um "departamento de vendas". As principais áreas de aplicação abrangem funções, incluindo vendas, marketing e atendimento ao cliente.
Também é conhecida como "engenharia de funil de vendas" e "engenharia de pipeline de vendas".

## História
Já em 1900–1915, defensores da gestão científica, como Frederick Winslow Taylor e Harlow Stafford Person, reconheceram que suas ideias podiam ser aplicadas não apenas ao trabalho manual e profissões especializadas, mas também à gestão, profissões e vendas. Person promoveu uma forma inicial de engenharia de processo de vendas. Na época, os significados pós-guerra dos termos engenharia de processo de vendas e engenharia de vendas ainda não existiam. Person chamou seus esforços de "engenharia de vendas".

## Justificativa
O processo de decisão de vendas é um processo de vendas formalizado que as empresas usam para gerenciar o processo de decisão por trás de uma venda. O SDP “é uma série definida de etapas que você segue ao orientar os clientes em potencial desde o contato inicial até a compra”.
Razões para ter um processo de vendas bem pensado incluem gerenciamento de risco do vendedor e do comprador, interação padronizada com o cliente durante as vendas e geração de receita escalável. Abordar o assunto do ponto de vista do "processo" oferece uma oportunidade de usar ferramentas de design e melhoria de outras disciplinas e indústrias orientadas a processos.